# Valiollah Fallahi
Valiollah Fallahi (Kulej, 1931 – Distretto di Kahrizak, 29 settembre 1981) è stato un generale iraniano, figura importante durante la Guerra Iran-Iraq.

## Carriera
Fallahi ha servito come comandante di forze terrestri, fino al giugno 1980 era vice comandante dello staff congiunto; nel giugno 1980 è stato nominato da Abolhassan Banisadr capo dello staff congiunto.

## Morte
Il 29 settembre 1981 è morto in un incidente aereo insieme ad altri importanti comandanti militari iraniani tra cui Javad Fakouri e Mousa Namjoo mentre l'aereo su cui stava viaggiando è precipitato mentre stava cercando di atterrare a Teheran.